# Die Pforten des Paradieses
Die Pforten des Paradieses ist ein britischer Spielfilm aus dem Jahre 1968. Es ist die Verfilmung des gleichnamigen Romans von Jerzy Andrzejewski, der auch am Drehbuch mitgearbeitet hat.

## Handlung
Der Film spielt im Jahr 1212. Der Hirte Jakob hat eine Vision. Nur unschuldige Kinder können Jerusalem von den Ungläubigen befreien. Jakob organisiert daraufhin einen Kinderkreuzzug. Ein aus Jerusalem zurückkehrender Mönch schließt sich dem Kreuzzug an. Er nimmt den Kindern die Beichte ab und muss feststellen, dass nicht ausschließlich religiöse Motive Grund für die Jugendlichen sind, sich dem Kreuzzug anzuschließen. Manche sind sehr weltlicher Natur. Alexander und Bianca sind beide verliebt in Jakob. Alexander muss erfahren, dass Herzog Ludwig, sein Adoptivvater, der Mörder seiner Eltern ist. Der Herzog ist ebenfalls verliebt in Jakob, und Alexander gelingt es, dass Jakob sich vom Herzog abwendet, nachdem er dessen düstere Geschichte erfahren hat.
Nachdem der Mönch Jakob die Beichte abgenommen hat, ist er davon überzeugt, dass es nicht Gottes Wille sein kann, die Kinder auf einen von Jakob organisierten Kreuzzug zu schicken, und der Kreuzzug müsse schon deshalb fehlschlagen. Doch Jakob kann den Kinderkreuzzug nicht stoppen und wird von den Kindern zurückgelassen.

## Hintergrund
Der Film Pforten des Paradieses war der – nach Blut der Leidenschaft (Jugoslawien, 1961) – zweite im Ausland gedrehte Film Andrzej Wajdas. Wajda wurde mit diesem Film zum Wettbewerb der Berlinale 1968 eingeladen.
Die Dreharbeiten fanden in Jugoslawien statt. Als associate director fungierte der Schauspieler Vladek Sheybal.

## Kritiken
„Nicht politische oder religiöse Gründe, sondern eine unerfüllte homoerotische Liebe wird zum Auslöser eines mittelalterlichen Kinderkreuzzugs, der in Tod und Elend endet.  … eine düstere Studie über Fanatismus, Erlösungssehnsucht und Autoritätsgläubigkeit – durchdrungen von einem fatalistischen Geschichtsverständnis.“